# 3 Steps Ahead
Peter-Paul Pigmans (Berkel en Rodenrijs, 31 gennaio 1961 – Rotterdam, 27 agosto 2003) è stato un disc jockey hardcore olandese noto con il nome d'arte 3 Steps Ahead e talora con gli alias The Ender, The Illegal Alien e Silverbells.

## Biografia
Peter-Paul Pigmans (alias 3 Steps Ahead), è stato uno dei più grandi nomi della scena hardcore, ha iniziato la sua carriera nel 1993. Le sue produzioni appaiono sulla Rave Records e Hard Stuff Records sotto il nome: Illegal Alien e Silverbells. Più tardi, nel 1994 gli fu chiesto dalla ID&T di produrre per la loro etichetta. Scelse un nuovo nome, 3 STEPS AHEAD, per produrre insieme a Rob Fabrie (DJ Waxweazle) e Bout Ed (Holographic). La cooperazione non ha mai avuto successo, crearono solo due dischi insieme, intitolati "Step 1"e "Step2".Peter-Paul continuò con il nuovo nome e Rob Fabrie e Bout Ed presero strade separate.
Fra le sue canzoni più note sono: Drop It, Paint it Black, Believe in me, Gabbertime, Gabbers Unite, Fuck the Police, Hardcore, I'm a Hardcore Motherfucker e In The Name Of Love. Nel 1999 fu diagnosticato un cancro al cervello, ma ciò non gli impedì comunque di creare nuove tracce quale la super hit Fuck The Police, ispirata a un episodio della sua vita: la polizia una sera sbagliò porta e lo pestò a sangue per errore.
Muore in seguito il 27 agosto 2003. Due mesi più tardi l'annuale Thunderdome iniziò con un minuto di silenzio in sua memoria.
I due dj Drokz e Tafkat hanno recentemente prodotto il brano Dedicated to 3 Steps Ahead in sua memoria.